# Berliner Bauakademie
De Berliner Bauakademie werd in 1799 door koning Frederik Willem III van Pruisen opgericht. De academie was de voortzetting van de faculteit bouwkunde van de Berlijnse Akademie der Künste die door keurvorst Frederik I van Pruisen was opgericht in 1699. Deze faculteit legde de nadruk op de esthetische aspecten van architectuur, technische aspecten werden nauwelijks behandeld. Het doel van de Bauakademie was ook de technische kennis en de praktische ervaring van de toekomstige bouwkundigen te vergroten.
Met de term Berliner Bauakademie (soms ook Schinkelsche Bauakademie) wordt meestal niet de onderwijsinstelling bedoeld, maar het door Karl Friedrich Schinkel ontworpen gebouw dat de academie een aantal jaren huisvestte.
Het gebouw kwam tot stand tussen 1832 en 1836 op een plein naast de eveneens door Schinkel ontworpen Friedrichswerdersche Kirche. Zowel de bouwwijze als de gevel en de inrichting van het academiegebouw worden beschouwd als richtinggevend voor het "nieuwe bouwen". Het gebouw was 22 meter hoog en had een vierkante plattegrond met zijden van 46 meter. Op de begane grond bevonden zich 12 winkels. Op de eerste en tweede verdieping bevonden zich leslokalen en bibliotheken. Op de bovenste verdieping bevond zich een archief.

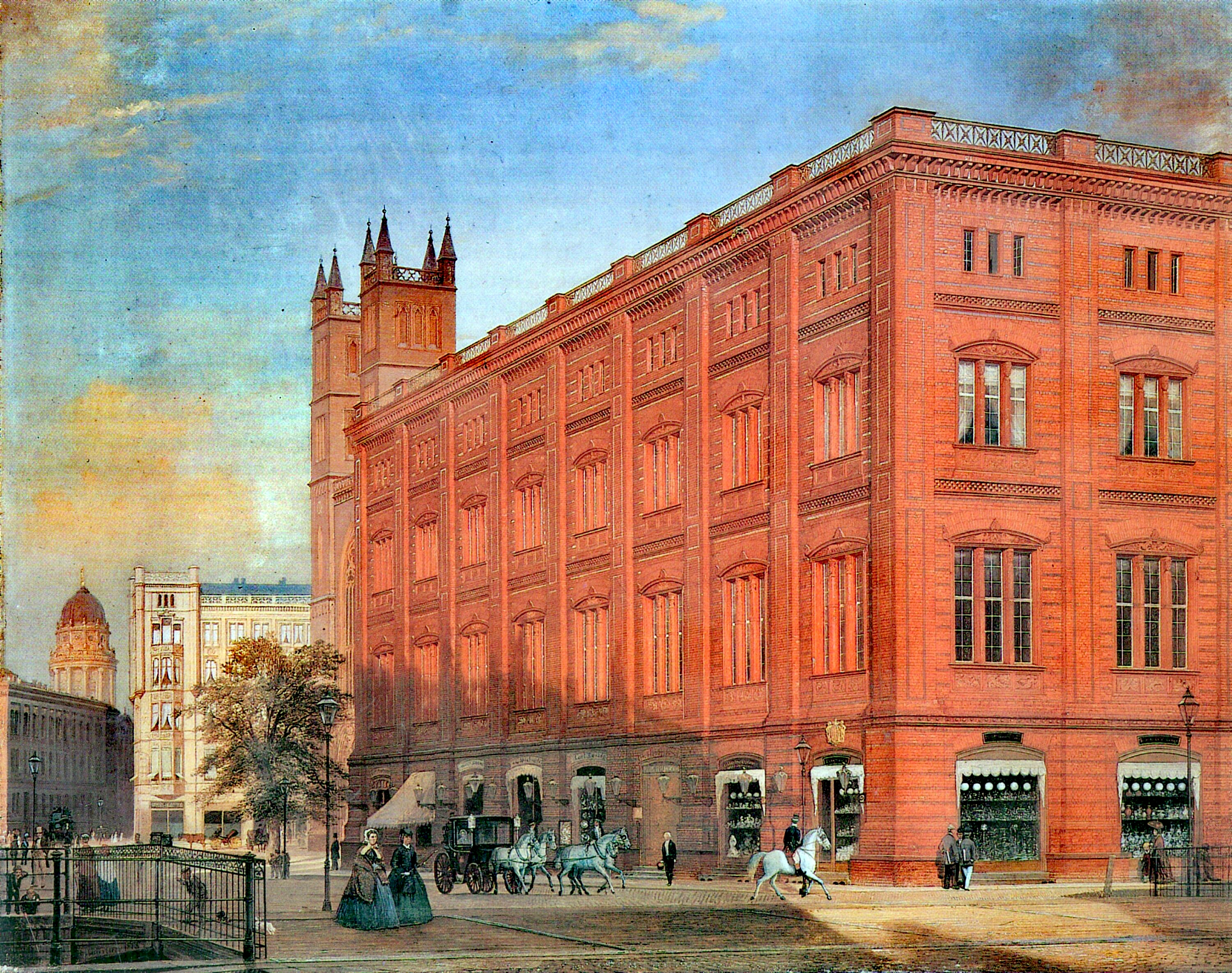
Schilderij van Eduard Gaertner, 1868
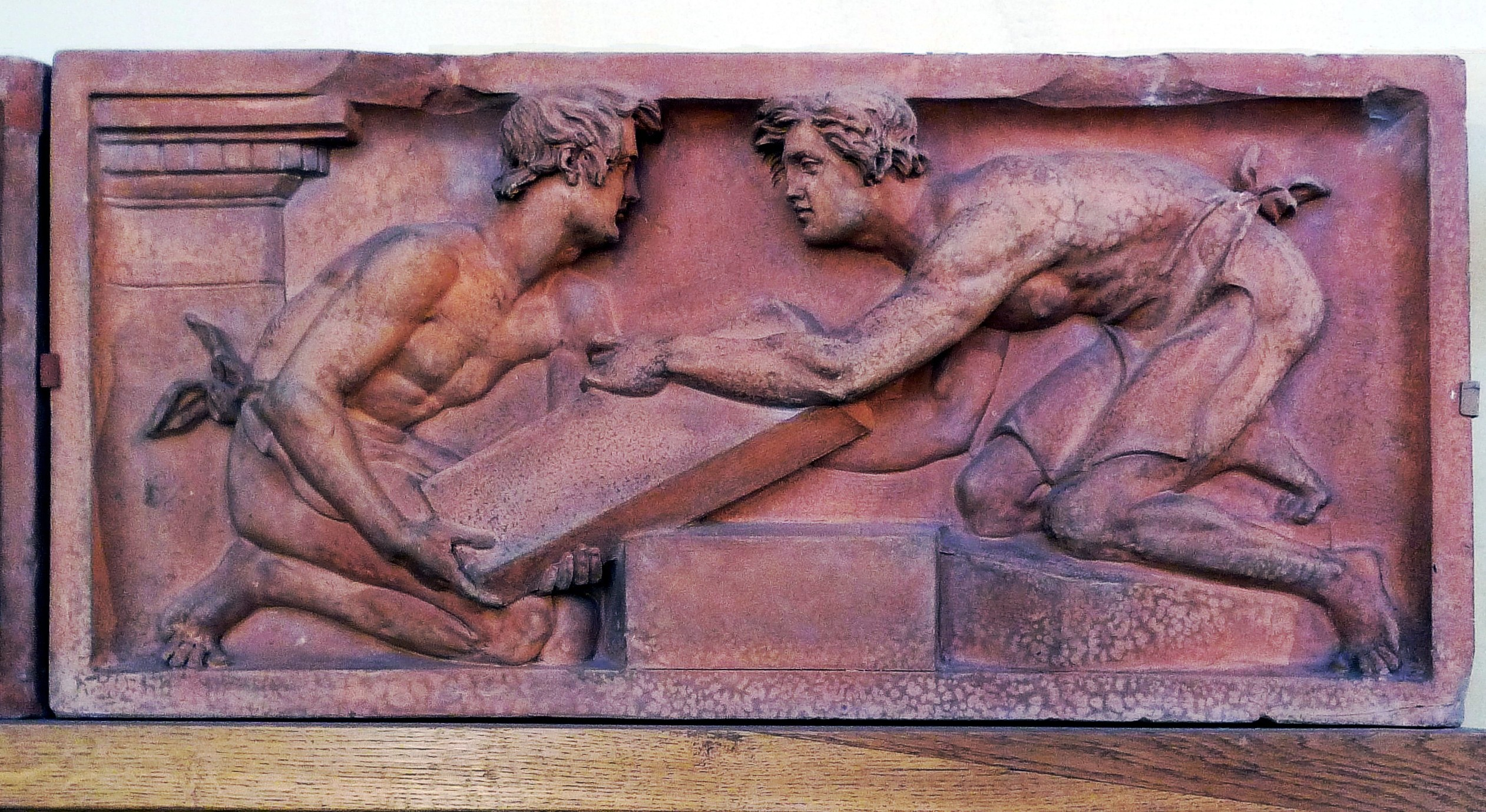
Terracotta decoratie (K.F. Schinkel, ca. 1835)
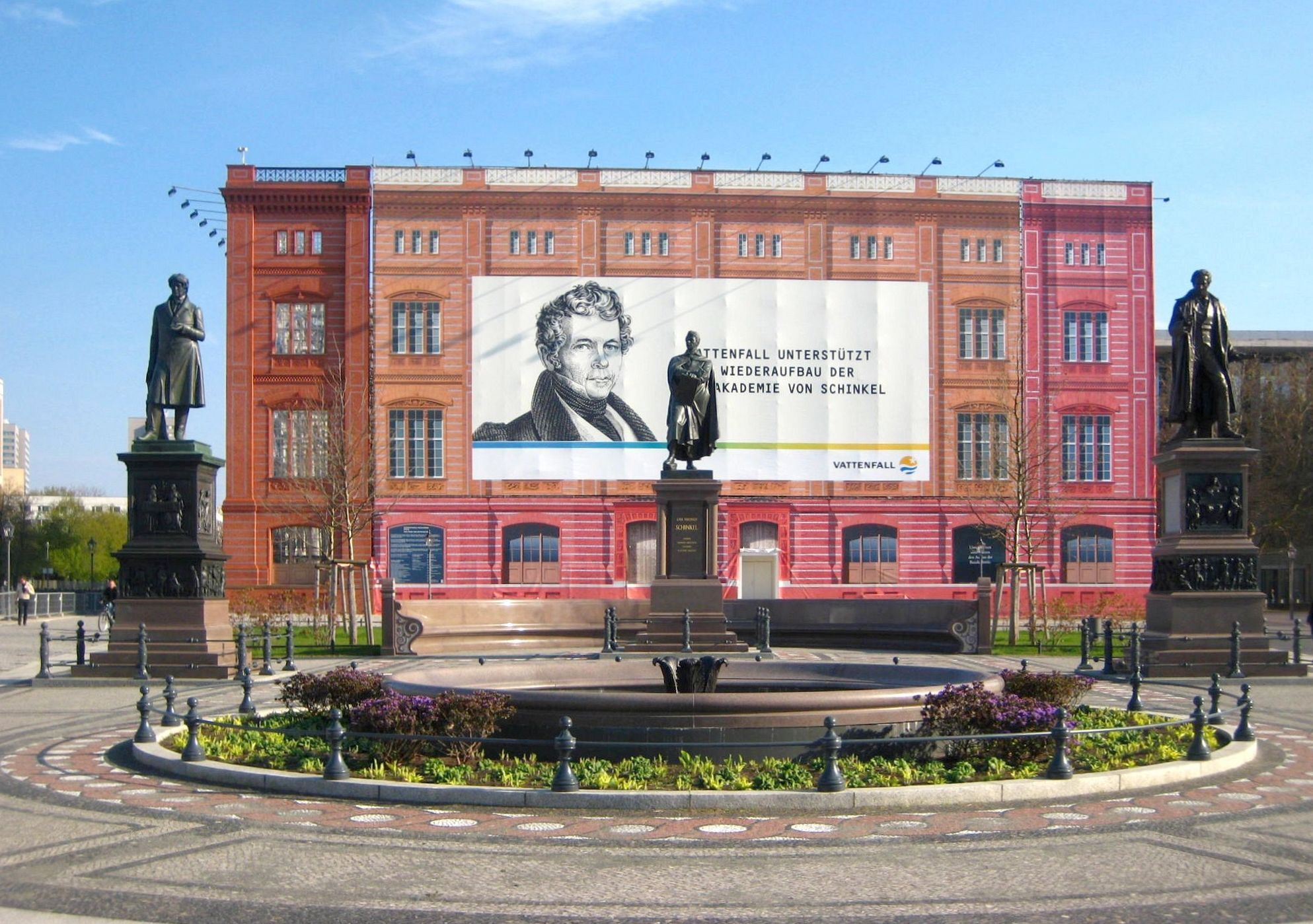
Reconstructie van canvas
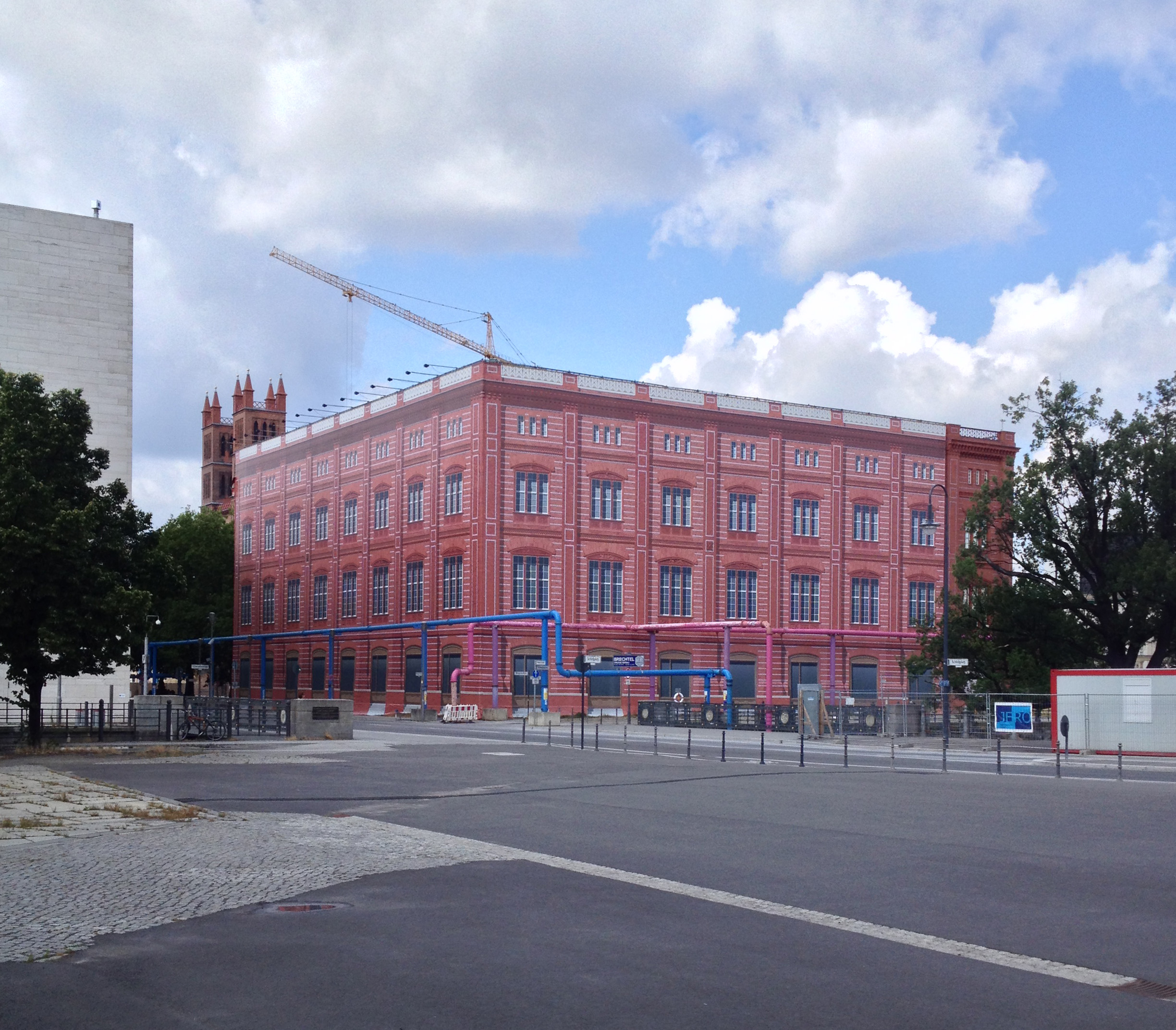
Idem

Na de voltooiing van het gebouw woonde Schinkel in de hierin opgenomen dienstwoning op de tweede verdieping. Na Schinkels dood in 1841 mocht zijn vrouw Suzanne hier blijven wonen. In hun woning werd later het eerste museum gewijd aan Schinkel ondergebracht (tot 1873). Na 1884 werd de Bauakademie niet meer als school voor architectuur gebruikt. Na een bombardement in 1945 brandde het gebouw uit. In 1951 begon men het gebouw te restaureren, maar in 1956 stelde de regering van de Duitse Democratische Republiek geen geld meer beschikbaar en in 1962 werd het gebouw afgebroken. Er werden meerdere pogingen gedaan het gebouw van de Bauakademie in zijn oorspronkelijke staat te herstellen. De Duitse regering heeft in 2016 besloten 62 miljoen euro voor de reconstructie beschikbaar te stellen.